# Такеда Міхо
Такеда Міхо (13 вересня 1976) — японська синхронна плавчиня.
Бронзова медалістка Олімпійських Ігор 1996, срібна медалістка 2000, 2004 років.
Переможниця Азійських ігор 2002 року.